# Oleksandr Syrota
Oleksandr Mikhaïlovitch Syrota (en ukrainien : Олександр Михайлович Сирота), né le 11 juin 2000 à Kiev, est un footballeur ukrainien qui évolue au poste de défenseur central au Maccabi Haïfa, en prêt du Dynamo Kiev.

## Biographie

### Carrière en club
Né à Kiev, Syrota est issu du centre de formation du Dynamo Kiev.
Promu dans l'équipe senior fin 2019, Syrota fait finalement ses débuts en Premier Lega ukrainienne avec le Dynamo Kyiv le 4 juillet 2020, prenant part au match contre le Shakhtar Donetsk, où il est titularisé en défense centrale au côté de Mohammed Kadiri (en), auteur de la passe décisive sur le but du 2-2 qui ne permet néanmoins pas aux siens d'éviter une défaite 2-3.
Il se retrouve à nouveau titularisé seulement quelques jours plus tard pour la finale de la Coupe d'Ukraine contre le Vorskla Poltava, où il s'illustre notamment dans la surface adverse, délivrant même une passe décisive sur un but finalement annulé, dans une rencontre finalement remportée par les siens après une séance de tirs au but,.
Il prend la saison suivant une place de plus en plus importante dans l'équipe de Kiev, s'illustrant notamment dans ses débuts en Ligue Europa le 25 février 2021 où il permet aux ukrainiens d'éliminer le Club Bruges en Belgique, figurant par la suite même dans le XI type de l'UEFA pour ces 16es de finale.

### Carrière en sélection
Avec les moins  de 17 ans ukrainiens, il participe au championnat d'Europe en 2017. Lors de cette compétition organisé en Croatie, il officie comme remplaçant et ne joue aucun match. Avec un bilan d'une seule victoire et deux défaites, l'Ukraine ne dépasse pas le premier tour du tournoi.
Il est appelé une première fois avec les espoirs en mars 2020, mais doit finalement attendre le 9 octobre 2020 pour faire ses débuts, lors de la victoire 1-0 contre la Roumanie, à la suite de la reprise des compétitions post-pandémie.
En mars 2021, il est convoqué pour la première fois en équipe d'Ukraine senior.

## Palmarès
| Dynamo Kiev - Championnat d'Ukraine (1) : - Vainqueur 2021 - Coupe d'Ukraine (1) : - Vainqueur : 2019-20 - Supercoupe d'Ukraine (2) : - Vainqueur : 2020 et 2021. |